# Multiparadigmatický programovací jazyk
Multiparadigmatický programovací jazyk je programovací jazyk, který podporuje více než jedno programovací paradigma (model, ev. způsob). Myšlenkou multiparadigmatického programovacího jazyka je poskytnout framework, ve kterém mohou programátoři pracovat více styly, volně slučovat konstrukty rozdílných paradigmat. Hlavním cílem těchto programovacích jazyků je poskytnout programátorům nejlepší nástroje k práci, připustíme-li, že žádné paradigma neřeší všechny problémy tou nejsnadnější a nejefektivnější cestou.